# Кортеж (інформатика)
Корте́ж або n-ка — в математиці впорядкована та скінченна сукупність елементів (нескінченний кортеж має назву сімейства).
Кількість елементів в кортежі визначає його довжину. Так, кортеж з двох елементів (тобто довжини 2) називається двійкою, з трьох елементів — трійкою і т. д. Кортеж з n елементів називається n-кою.

## Формальне означення
Головною властивістю кортежу, яка відрізняє його від множини є те, що, по-перше, кортеж може містити декілька екземплярів одного об'єкта (в множині однакові об'єкти не розрізняються, і ця властивість також відрізняє кортеж від впорядкованої множини), та, по-друге, об'єкти в кортежі впорядковані. Це твердження формалізується таким чином:
(a1, a2, …,an) = (b1, b2, …, bn) ⇔ a1 = b1, a2 = b2 … an = bn
Часто кортеж з n елементів визначається індуктивно через впорядковану пару, тобто n-ка (де n > 2) визначається як впорядкована пара її першого елемента, та кортеж з n-1 її останніх елементів:
(a1, a2, …, an) = (a1, (a2, …, an))
Тобто:
1. 0-кортеж (тобто порожній кортеж) визначається як ∅
2. якщо x є n-ка, то {{a}, {a, x}} є (n + 1)-ка.

Наприклад, для трійки (1,2,2) це призводить до наступного визначення:
(1,(2,(2,()))) = (1,(2, {{2}, {2, ∅}} )) = (1, {{2}, {2, {{2}, {2, ∅}}}} ) = {{1}, {1, {{2}, {2, {{2}, {2, ∅}}}}}}

## У програмуванні
У деяких мовах програмування, наприклад, Python або ML, кортеж — особливий тип даних. У мові Python кортеж (англ. tuple) відрізняється від списку тим, що елементи кортежу не можна змінювати.
```
a
 
=
 
(
1
,
 
2
,
 
3
,
 
2
)

print
 
a
[
1
]

a
[
1
]
 
=
 
5
 
#Помилка

```

Ця програма на Python 2.7, яка використовує кортеж a, виведе помилку в 3-му рядку: TypeError: 'tuple' object does not support item assignment.
У мовах програмування зі статичною типізацією кортеж відрізняється від списку тим, що елементи кортежу можуть належати різним типам і набір таких типів заздалегідь визначено типом кортежу, а отже і розмір кортежу також визначено. З іншого боку, колекції (списки, масиви) мають обмеження за типом збережених елементів, але не мають обмеження за довжиною. У функційних мовах некарінговані функції декількох аргументів приймають параметри у вигляді одного аргументу, що є кортежем. У мові C++ підтримка кортежів реалізована як шаблон класу std :: tuple (починаючи з C++ 11) і в бібліотеці Boost Tuple Library. Кортеж є стандартним типом в платформі .NET починаючи з версії 4.0.

### У базах даних
У реляційних базах даних, кортеж — це елемент відношення. Для N-арного відношення кортеж є упорядкованим набором з N значень, по одному значенню для кожного атрибута відношення.